# Helmut Schmidt
Helmut Heinrich Waldemar Schmidt (ur. 23 grudnia 1918 w Hamburgu, zm. 10 listopada 2015 tamże) – niemiecki polityk, senator Hamburga ds. wewnętrznych (1961–1965), federalny minister obrony (1969–1972), federalny minister finansów (1972–1974) i kanclerz Niemiec w latach 1974–1982.
Działacz Socjaldemokratycznej Partii Niemiec (SPD) i przewodniczący jej frakcji parlamentarnej w Bundestagu w latach 1967–1969 oraz wiceprzewodniczący partii na szczeblu federalnym w latach 1968–1984.

## Życiorys
Rodzice Helmuta Schmidta – Gustav Ludwig i Ludovica (z domu Koch) byli nauczycielami. Po szkole powszechnej uczęszczał do Lichtwark-Oberschule, którą ukończył maturą w 1937 roku. W trakcie II wojny światowej służył w obronie powietrznej Bremy, następnie do końca 1941 oficer w batalionie przeciwlotniczym 1 Dywizji Pancernej na froncie wschodnim. Wrócił do Niemiec w 1942 i został skierowany do Ministerstwa Lotnictwa Rzeszy, gdzie prowadził szkolenia z lekkiej artylerii przeciwlotniczej. Od grudnia 1944 służył jako Oberleutnant w artylerii na froncie zachodnim. Dostał się do niewoli brytyjskiej w kwietniu 1945 i do sierpnia był jeńcem wojennym.
Po wojnie uczył się w Hamburgu, studiował ekonomię i nauki polityczne. Uczelnię skończył w 1949. Do SPD zapisał się w 1946, a w latach 1947–1948 był przewodniczącym Niemieckiego Socjalistycznego Związku Studentów (SDS), ówczesnej organizacji studenckiej SPD.
Po studiach pracował w samorządzie Hamburga w wydziale polityki gospodarczej, a od 1952 r. w hamburskim ministerstwie gospodarki i transportu. Wybrany do Bundestagu w 1953 roku, w 1957 został członkiem prezydium frakcji parlamentarnej SPD. Był głośnym krytykiem polityki rządu konserwatywnego. W 1958 organizował kampanię przeciwko broni jądrowej i wyposażaniu Bundeswehry w taką broń. Utracił mandat w 1958 r.

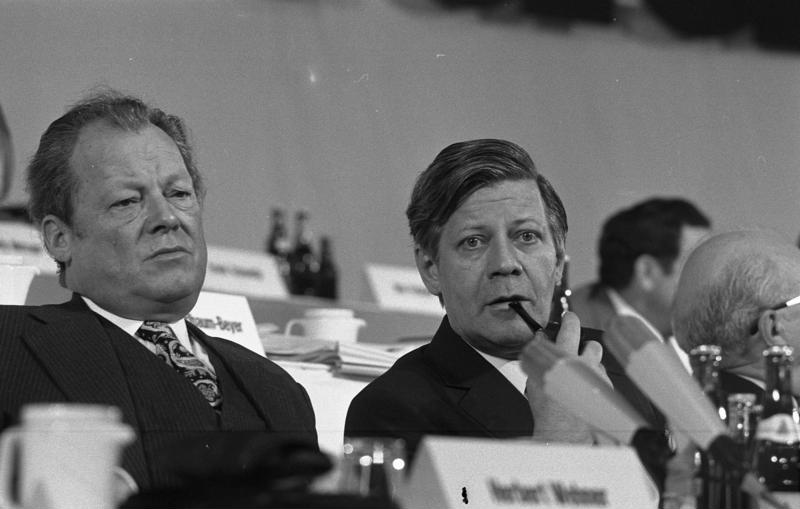
Schmidt i Brandt podczas zjazdu partyjnego SPD w Hanowerze (1973)

W latach 1961–1965 senator do spraw wewnętrznych w senacie Hamburga. Poprawił swoją reputację zdecydowanymi działaniami podczas tzw. powodzi tysiąclecia w Hamburgu w 1962 roku.
W 1965 r. ponownie wybrany do Bundestagu, w 1967 wybrany przewodniczącym parlamentarnej frakcji SPD i wiceprzewodniczącym partii w 1968 r. W 1969 roku w pierwszym rządzie Willy’ego Brandta pełnił funkcję federalnego ministra obrony, a od czerwca 1972 – ministra gospodarki. Od grudnia 1972 do maja 1974 był ministrem finansów w drugim rządzie Willy’ego Brandta.
Po rezygnacji Brandta został kanclerzem 16 maja 1974. Głównym wyzwaniem jego rządu był kryzys naftowy. Schmidt przyjął twardą i konserwatywną linię postępowania. Współdziałał z Valérym Giscardem d’Estaing na rzecz poprawienia stosunków z Francją. W 1975 roku podpisał Akt Końcowy KBWE, tworzący Organizację Bezpieczeństwa i Współpracy w Europie.
Pozostał na stanowisku kanclerza po wyborach w 1976 roku – był to już rząd koalicyjny SPD z Wolną Partią Demokratyczną (FDP). Jego polityka wobec terrorystycznej Frakcji Czerwonej Armii w czasie tzw. „Niemieckiej Jesieni” była bezkompromisowa. Polecił jednostce antyterrorystycznej GSG 9 siłowo rozwiązać problem z porwanym samolotem Lufthansy. Swą polityczną przyszłość silnie związał z rozszerzeniem NATO po radzieckiej inwazji na Afganistan. 

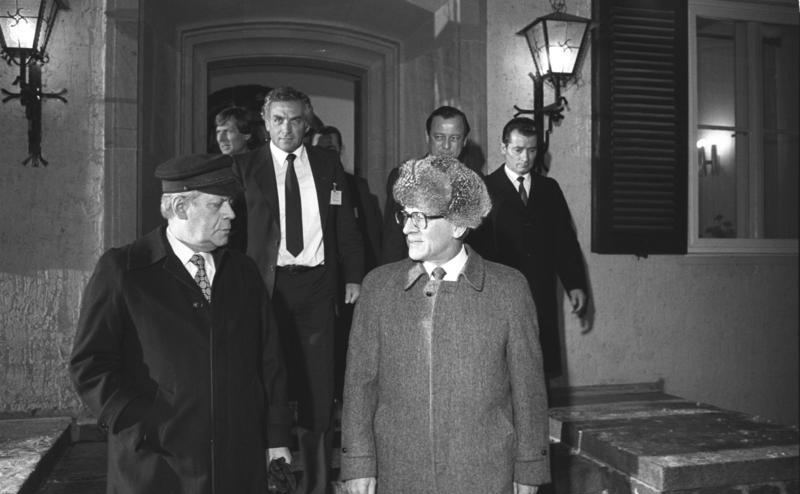
Helmut Schmidt podczas spotkania z Erichem Honeckerem (1981)

W listopadzie 1980 roku został ponownie powołany na kanclerza. W październiku 1980 wszczepiono mu rozrusznik serca.
13 grudnia 1981 kanclerz Schmidt, przebywał z wizytą w NRD i spotkał się z Erichem Honeckerem, komentując wówczas wprowadzenie stanu wojennego w Polsce, stwierdził: Żałuję, że było to teraz konieczne (niem. Ich bedaure, dass dies nun notwendig war). 18 grudnia 1981 roku podczas debaty w Bundestagu o sytuacji w Polsce stwierdził: Stoję całym sercem po stronie robotników i wezwał mieszkańców Niemiec do pomocy, inicjując akcje wysyłania paczek do Polski. 

W lutym 1982 wygrał konstruktywne wotum nieufności, lecz we wrześniu czterech ministrów z FDP odeszło z rządu. Po próbach kontynuowania działalności gabinetu w formie rządu mniejszościowego, został zmuszony do rezygnacji przez kolejne wotum nieufności 1 października (było to jedyne wotum nieufności w historii Niemiec, które zakończyło się odejściem kanclerza). Jego następcą został Helmut Kohl (CDU).

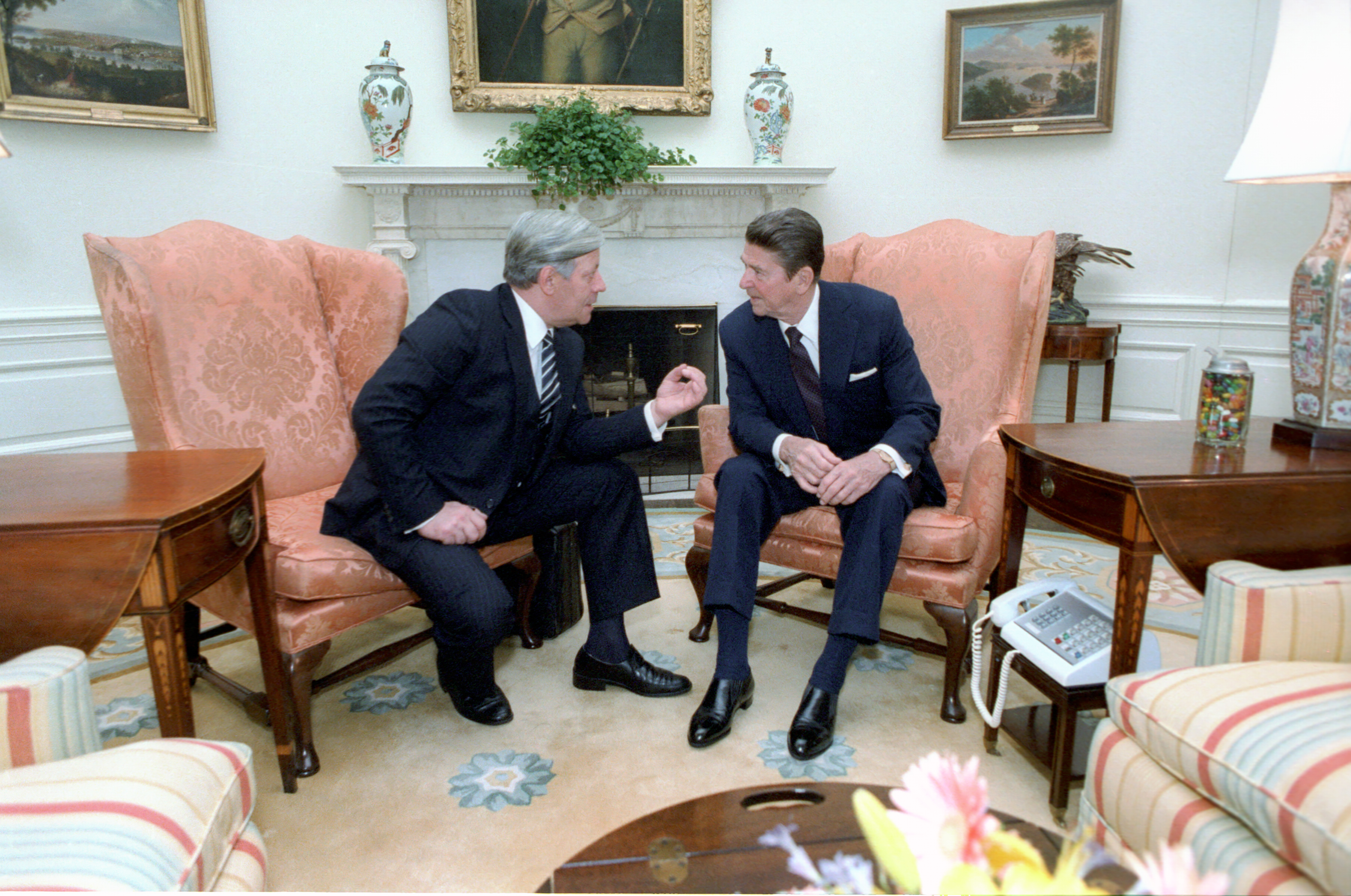
Helmut Schmidt i Ronald Reagan, 1981

W 1983 roku zaczął współpracę z tygodnikiem „Die Zeit”, którego został dyrektorem zarządzającym, a następnie współwydawcą. W latach 1995–1999 pełnił funkcję prezydenta Niemieckiego Instytutu Kultury Polskiej w Darmstadt. W 1983 r. wsparł powołanie InterAction Council, stowarzyszenia byłych szefów państw. Udział w Radzie Schmidt proponował m.in. Edwardowi Gierkowi.
Z Bundestagu odszedł w 1986 r., lecz pozostał aktywny. W grudniu został jednym z założycieli komitetu wspierającego powstanie Europejskiej Unii Monetarnej i powołania Europejskiego Banku Centralnego.
Zmarł 10 listopada 2015. Jego pogrzeb państwowy odbył się 23 listopada 2015 w jego rodzinnym mieście, Hamburgu, w którym udział wzięło 1800 osób w tym prezydent Joachim Gauck, kanclerz Angela Merkel oraz były sekretarz stanu USA Henry Kissinger.
Schmidt był nałogowym palaczem tytoniu. Znany był z palenia podczas wystąpień telewizyjnych.

## Życie prywatne
W 1942 roku poślubił Hannelore Loki Glaser (1919-2010), z którą znał się od 10. roku życia. Para miała dwoje dzieci - syna Helmuta Walthera, który zmarł kilka miesięcy po narodzinach w 1944 roku i córkę Susannę (ur. 1947).

## Upamiętnienie
W 2003 roku na cześć polityka uniwersytet Bundeswehry w Hamburgu (Universität der Bundeswehr Hamburg) został przemianowany na Helmut-Schmidt-Universität. W październiku 2016 roku jego imieniem nazwano Port Lotniczy w Hamburgu. 
W styczniu 2018 roku Europejski Bank Centralny, z okazji 100-nych urodzin Helmuta Schmidta, wydał specjalny wzór na monecie 2€. Nakład wynosił 30 milionów sztuk. 

## Publikacje (tytuły niemieckie i angielskie)

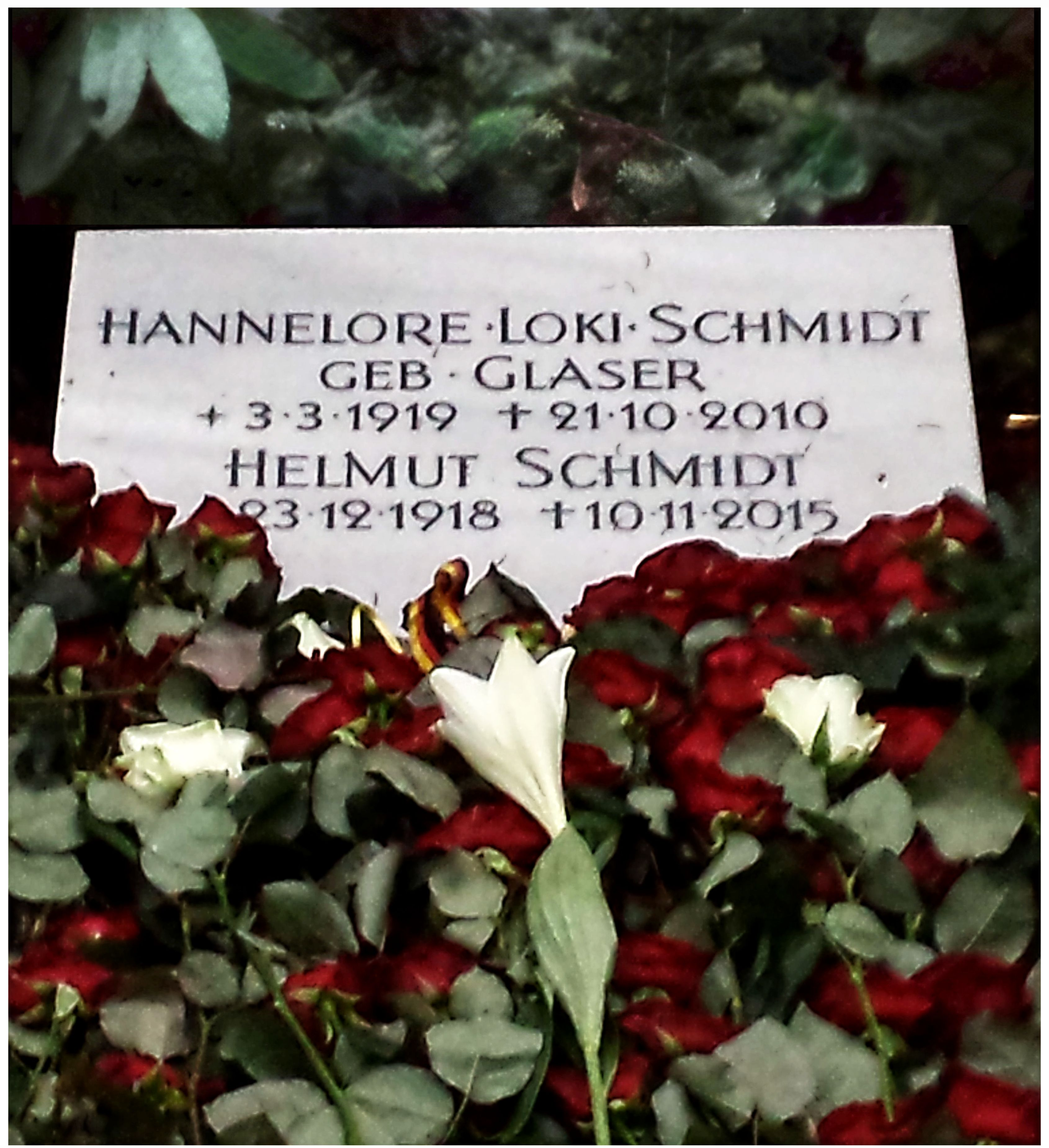
Grób Helmuta Schmidta i jego żony Loki.

### Wspomnienia
- Menschen und Mächte (Persons and Powers), Siedler, Berlin 1987.
- Die Deutschen und ihre Nachbarn (The Germans and their Neighbours), Siedler, Berlin 1990.
- Kinder und Jugend unter Hitler, with Willi Berkhan et al. (Childhood and Youth under Hitler). Siedler, Berlin 1992.
- Weggefährten (Companions), Siedler, Berin 1996.

### Publikacje polityczne
- Balance of Power, Kimber, 1971, ISBN 978-0-7183-0112-5.
- The Soviet Union: Challenges and Responses As Seen from the European Point of View, Institute of Southeast Asian Studies, 1984, ISBN 978-9971-902-75-9.
- A Grand Strategy for the West: The Anachronism of National Strategies in an Interdependent World, Yale University Press, reprint 1987, ISBN 978-0-300-04003-6.
- Men and Powers: A Political Retrospective, Random House, 1989, ISBN 978-0-394-56994-9.
- A Global Ethic and Global Responsibilities: Two Declarations, with Hans Kung, SCM Press, 1998, ISBN 978-0-334-02740-9.
- Bridging the Divide: Religious Dialogue and Universal Ethics, Queen’s Policy Studies, 2008, ISBN 978-1-55339-220-0.
- Auf der Suche nach einer öffentlichen Moral (In Search of a Public Morality), DVA, Stuttgart 1998.
- Die Selbstbehauptung Europas (The Self-Assertion of Europe), DVA, Stuttgart 2000.
- Die Mächte der Zukunft. Gewinner und Verlierer in der Welt von morgen (The Powers of the Future. Winners and Losers in the World of Tomorrow) Siedler, Munich 2004
- Nachbar China, with Frank Sieren (Neighbour China), Econ, Berlin 2006
- Außer Dienst (Out of Service), Siedler, Munich 2008. A political legacy